# Lahošť
Lahošť (Duits: Loosch) is een Tsjechische gemeente in de regio Ústí nad Labem, en maakt deel uit van het district Teplice.
Lahošť telt 566 inwoners.
Bílina ·
Bořislav ·
Bystřany ·
Bžany ·
Dubí ·
Duchcov ·
Háj u Duchcova ·
Hostomice ·
Hrob ·
Hrobčice ·
Jeníkov ·
Kladruby ·
Kostomlaty pod Milešovkou ·
Košťany ·
Krupka ·
Lahošť ·
Ledvice ·
Lukov ·
Měrunice ·
Mikulov ·
Modlany ·
Moldava ·
Novosedlice ·
Ohníč ·
Osek ·
Proboštov ·
Rtyně nad Bílinou ·
Srbice ·
Světec ·
Teplice ·
Újezdeček ·
Zabrušany ·
Žalany ·
Žim